# C'o
Cette page contient des caractères spéciaux ou non latins. S’ils s’affichent mal (▯, ?, etc.), consultez la page d’aide Unicode.
C'o, ցօ ou ցո en arménien ([tsʰo]), est la 33e lettre de l'alphabet arménien.

## Linguistique
C'o est utilisé pour représenter le son [tsʰ].
Dans la norme ISO 9985, la lettre est translittérée par « c' ».

## Représentation informatique
- Unicode[1] :
  - Capitale Ց : U+0551
  - Minuscule ց : U+0581